# 橫帶豆娘魚
橫帶豆娘魚，為輻鰭魚綱鱸形目隆頭魚亞目雀鯛科的其中一種。分布於中太平洋的馬克薩斯群島海域，深度0-12公尺，本魚頭部與胸灰白色至綠色，身體灰綠色，鱗片具黑色邊緣，體側有5條狹窄的黑色橫帶，尾鰭深色的帶紫灰色，在胸鰭基部有一個小的黑色斑點，背鰭硬棘8枚、背鰭軟條13-14枚、臀鰭硬棘2枚、臀鰭軟條12-13枚，體長可達13.1公分，棲息珊瑚礁區，屬雜食性，以浮游生物、藻類等為食，生活習性不明。